# 胜利街道 (天津市)
胜利街道，是中华人民共和国天津市滨海新区一个已撤销的街道办事处。
2013年12月19日，天津市民政局批复同意撤销胜利街道，将其所辖行政区域划归大港街道。